# August Kowalczyk

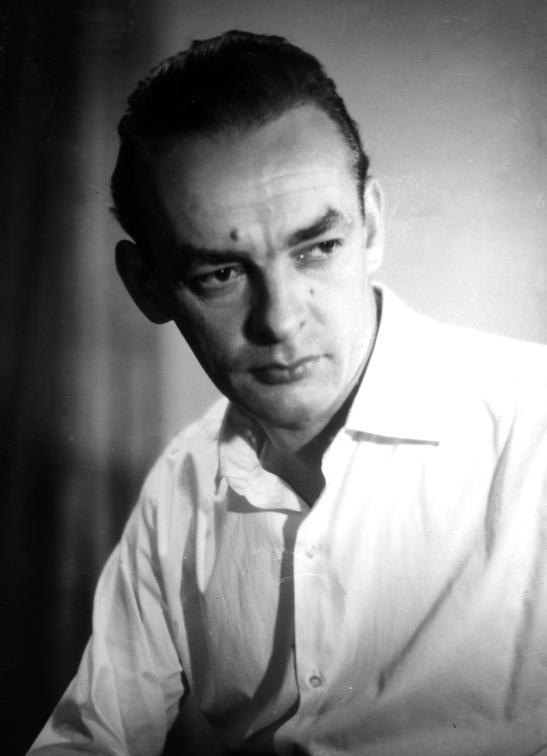
August Kowalczyk.

August Marian Kowalczyk (sinh ngày 15 tháng 8 năm 1921 - mất ngày 29 tháng 7 năm 2012) là một diễn viên và đạo diễn người Ba Lan. Ông là người cuối cùng sống sót sau cuộc vượt ngục của các tù nhân từ Trại tập trung Auschwitz vào ngày 10 tháng 6 năm 1942.

## Tiểu sử
Ông bị bắt vào ngày 4 tháng 12 năm 1940 trong khi ông đang cố gắng vượt biên giới Tiệp Khắc để gia nhập Quân đội Ba Lan tại Pháp. Sau đó, ông bị đưa đến trại tập trung Auschwitz của Đức Quốc Xã. Sau khi trốn thoát khỏi trại tập trung cùng với 9 tù nhân khác (13 người chết và 20 người bị bắt lại), ông trốn trong rừng và trú ẩn trên gác mái của một ngôi nhà trong 7 tuần liền ở làng Bojszowy. Trước khi ông trở thành một người lính Armia Krajowa, ông đã làm giả giấy tờ để đến được Silesia và Kraków.
Vào ngày 9 tháng 11 năm 1945, ông xuất hiện lần đầu trước công chúng với vai trò diễn viên sân khấu ở Kraków. Ông qua đời vì căn bệnh ung thư vào ngày 29 tháng 7 năm 2012, hưởng thọ 90 tuổi.